# ۱۱۷۵ (قمری)
۱۱۷۵ (قمری)، هزار و صد و هفتاد و پنجمین سال در گاهشماری هجری قمری است. اول محرم این سال برابر با دوم اوت سال ۱۷۶۱ میلادی است.

## زادگان
- عبدالوهاب نشاط اصفهانی : سیاستمدار و شاعر ایرانی.